# ブルースター・エアロノーティカル
ブルースター・エアロノーティカル・コーポレーション（Brewster Aeronautical Corporation）は、1932年から1946年まで存在したアメリカ合衆国の航空機メーカーである。
「英: Brewster」の原語における発音は[brúːstɚ]であり、日本語の片仮名表記でなら“ブルースター”が適切であるが、日本では慣例的に「ブリュースター」と表記されることが通例となっている。
当項目では原語の発音に従い「ブルースター」と表記する。

## 沿革

### 前史
ブルースター・エアロノーティカルは、当初は自動車ボディメーカーのブルースター(Brewster & Co.)の航空機部門として設立された。ブルースター社は馬車職人であったジェームズ・ブルースター(James Brewster)によって1810年に創設され、19世紀の創業当時は馬車の、自動車の発明以後は自動車の車体を製作する工場として運営されており、1896年には初の自動車用ボディを製造している。
ブルースターは馬車・自動車車体共に高い技術と工作技術を持つメーカーとして著名であったが、航空機の発明と発展に伴い、自動車車体メーカーとしての経験と技術を活かして航空機の外装部品の製作を請け負う部門として、“ブルースター・エアクラフト”(Brewster Aircraft Division)の名で1924年に航空事業部を発足させた。
1920年代後半に入り、ブルースター・エアクラフトはコンソリデーテッド・エアクラフト社が経営上の判断から設計図と製造権を売却した試作複葉単発機、コンソリデーテッド モデル14“ハスキー・ジュニア”(Consolidated Model 14 Husky Junior)の全権利を買い取り、航空機の自社生産に着手した。モデル14の権利はブルースターの購入後程なくカナダの航空機メーカーであるフリート・エアクラフト(Fleet Aircraft(英語版)に買い取られたため、航空機メーカーとしての経営計画は修正されたが、これによりブルースター・エアクラフトは航空機の設計と製造に関する基礎的な知見と技術を得た。

### 独立企業として
ブルースター本社では、1929年から始まった大恐慌により高級車の需要が激減したために経営が悪化していることもあり、航空事業部の存続について否定的な意見も出たため、航空事業部の売却が検討されたが、1932年2月にアメリカ海軍航空機工廠出身の航空技術者であり、ロッキード社の副社長兼ゼネラルマネージャーであったジェームズ・“ジミー”・ワーク(James Work)がブルースターから航空事業部を30,000USドルで買い取り、「ブルースター・エアロノーティカル」として独立企業として設立した。
ブルースター・エアロノーティカルはニューヨーク州クイーンズの
ブルースタービル（元会社のブルースターの本社と工場があった）に本社工場を構え、ニュージャージー州ニューアークのニューアーク空港（後のニューアーク・リバティー国際空港）の一角に市から格納庫を借りて第2工場とした。当初は主にグラマン社やローニング向けの水上機のフロートと翼面パネルの製作の請負製作を主眼としており、この他、アルミニウム合金製のボートの製作も手がけた。
これらの下請け製作に従事する傍ら、ブルースター社ではモデル14の設計を元に改めて自社設計の航空機の開発を計画し、副社長兼チーフエンジニアのデイトン・ブラウン(Dayton T Brown)の設計で完全自社設計の航空機の開発を始めた。
1934年には新興メーカーながらアメリカ海軍の新型の複座艦上索敵/爆撃機の開発計画に参加して1機の発注を受け、この試作機はXSBA-1と名づけられて1936年4月に初飛行した。これはブルースター社にとって初の自社開発機であり、初の軍制式採用機であった。試作機は高い性能を示し、1938年9月にSBAとして30機の発注が行われたが、この時ブルースターの所有するクイーンズとニューアークの工場には今だ航空機の本格的な製造設備がなく、軍の要求する機数を要求期限内に量産する能力がなかったため、生産はフィラデルフィアの海軍航空機工廠で行うことになり、名称は海軍航空機工廠製を表すSBNと改められた。このため本格的な生産の開始が遅延し、2年後の1940年11月に生産1号機が納入された時には既に一時代遅れた性能となっており、練習機としてのみ使用された。
同じく1936年にはアメリカ海軍の新型艦上戦闘機の試作競争でグラマンと争い、F2Aとして採用された。F2Aはアメリカ海軍としては初の単葉、引き込み脚式の艦上戦闘機である。F2Aの試作機は1938年に引き渡され、高い評価を得て同年6月には66機の発注を受けた他、イギリスとオランダ、そしてベルギーからも多数の発注を得た。前作であるSBAと異なりF2Aはブルースター社自身で生産することになり、初めての自社生産機となった。F2Aは当時としては先進的な設計で、性能も低いものではなかったが、まだ珍しい全金属製機で、自社生産の経験がないブルースターは生産ラインの構築と工員の養成に予想外の期間を要した上、生産が行われたクイーンズとニューアークの両工場は共に受注数に対して明らかに工場規模が小さかった。このため生産が遅延、納入が大幅に遅れ、F2Aの量産機の引渡しは1939年6月に始まったが、同年11月までの半年間に5機しか納入されなかった。この事態に対処するためにアメリカ海軍は前任であったはずのグラマンF3Fの改良型を急遽発注することになり、1941年の太平洋戦争開戦時には、グラマン社が前述の計画に提出した案を発展させて開発したF4F“ワイルドキャット”がアメリカ海軍航空隊の主力艦上戦闘機となっていた。
ブルースター・エアロノーティカルがその母体である自動車ボディメーカーから引き継いだクイーンズ工場は、本来は自動車の組み立て工場であり、工場内で一旦組み上がった機体を輸送するために外に出すには分解せねばならないなど、航空機の組立には構造的に不向きだった。ニューアーク工場も元はさして大きくはない格納庫でしかなく、大規模な生産ラインを構築するような余裕はなかった上、更にこの時にはPBY カタリナの翼端フロートと翼面パネルの下請け生産を行っていたために、生産能力の限界に近い状態だった。このような問題からブルースター社の生産能力は乏しく、軍の要求に見合った数を期限内に納入することが難しかった上、完成した機体の品質に問題があり、海軍当局は軍需企業としてのブルースター・エアロノーティカルに深い懸念を抱くようになる。
1939年にはSBAに続いて2番目の艦上偵察・爆撃機であるSB2Aバッカニアがアメリカ海軍に採用された。バッカニアは英国空軍とオランダ軍にも採用され、イギリスではブルースター バミューダの名で呼ばれた。しかし、量産に当たっての改修に手間取り、更に改修の過程で大幅に性能が低下する事態となり、やはり生産が遅延して量産機は予定より大幅に遅れて納入されることになった。この間にオランダは納入前にドイツに降伏し、オランダ向けの生産機はアメリカ海兵隊航空団に練習機として納入された。アメリカ海軍に生産機が全て納入されたのは、契約から実に1年半以上遅れた1944年5月のことで、この時期には旧式の機体となっているSB2Aを第1線機として使う必要性はなく、アメリカ・イギリス両軍でも訓練用としてのみ使用された。
自社工場の規模が小さいために各種の問題が生じることはブルースター社も把握しており、SBAおよびF2Aの失敗を踏まえ、SB2Aの大量受注に成功したことに対応するため、生産能力を拡充すべく大規模な新工場の建設を進めた。当初ブルースターではルーズベルト飛行場もしくはニューアーク空港に隣接した場所に工場を建設することを計画したが、海軍当局より「敵の海上からの攻撃を避けるため、極力海岸線から遠い場所であることが望ましい」との要望が出されたため、用地の選定に苦労することになり、アメリカの第二次世界大戦への参戦を見越して大手航空機メーカーがのきなみ工場を増設・拡張したために、適切な土地はなかなか見つからなかった。最終的に、社主のワークが所有するペンシルベニア州ウォーミンスターのジョンズビル (Johnsville) の土地を基に、海軍の資金協力と地元自治体の協力を得て周囲に拡張する形で用地を確保し、1941年にようやくに敷地内に滑走路を備えた新工場が落成したが、急激に航空工の需要が増大したために、航空機製造に関わる労働市場は応募側有利な“売り手市場”になっており、資本力が小さいために好条件を提示できないブルースター社では技量の高い工員を確保できず、更に工員による待遇改善を求めたストライキが頻発した。このため、実際の生産体制はほとんど向上しなかった。

### 海軍管理の下で
アメリカ海軍当局はブルースター社の生産体制を健全化させるべく、経営面での支援と引き換えに1940年11月にはワークを退任させ、海軍の飛行／技術将校であり、当時は海軍を退任してライト社に勤務していたジョージ・F・チャップリン(George F Chapline)を社長に任命させた。太平洋戦争の勃発によりチャップリンが海軍に復職する必要が生じると、1942年にはワークは実質的に彼を追い出す形で社長の座に復帰したが、1,000万ドルに上る財政上の不正行為を追及され、会社経営が困難となった。この事態に際し、フランク・ノックス海軍長官はフランクリン・ルーズベルト大統領と協議し、1942年4月18日、海軍当局は大統領令に基づいてブルースター社の生産工場とその生産設備を接収した。ワークはこれに対し合衆国政府に対する訴訟も辞さないとの態度を示して抵抗したが、前述の不正財政問題を理由として排除された。
海軍の管理下となったブルースター社では海軍建設隊(Navy Construction Corps)所属の海軍大尉であるウェスターヴェルト(G.C.Westervelt)が最高責任者に任命され、同年5月には新たな取締役会が組織され、航空エンジニアのチャールズ・ヴァン・ドゥーゼン(Charles Van Dusen)を社長として、海軍の監督官の指導下ながら再び民間企業として再開され、チャンスヴォート F4U コルセアの社外生産契約が結ばれた。ブルースターで生産されるF4Uには「F3A」の制式番号が付けられたが、このF3Aも生産遅延が発生し、1943年4月26日にようやく1号機が飛行して1943年の末までに136機を生産できただけに留まり、更に本来のチャンスボート社製F4Uに比べて品質面での問題が多く、急旋回中に主翼が折れて空中分解する事故が発生し、速度と高負荷状態での機動に制限の掛けられた訓練用としてのみ運用された。
この他1941年にはアメリカ陸軍から攻撃機としてXA-32を発注され開発を行ったが、ブルースター社には開発部門に割く余力がほとんど残っておらず、試作1号機の完成までに2年を要し、試作機の性能も要求を満たすに程遠いものであったため、発注はキャンセルされた。ブルースターの手がけた陸上機はこのXA-32のみであり、またこの機体はブルースター社の最後の開発機となった。
上述のようなブルースター製航空機の製造の遅延とF3Aの製造不良による事故の発生は、ブルースター社と海軍当局を始めとした関係者の外にも知られることとなり、新聞のみならずゴシップ誌に“ブルースターの恐るべき労働現場の実態！”といった形でセンセーショナルに報じられるようになり、アメリカが第2次世界大戦に参戦して戦時体制を構築している最中であったことから社会問題化し、ついには議会で審問会が開かれる事態となった。審問会では
- 経営陣が会社の資金を私物化している
- 労務管理に問題があり、非効率的
- 工員の労働時間（とそれに対して支払われる賃金）に生産結果が見合っていない
- 従業員の中に意図的な業務の遅延（サボタージュ）を行っている者がいる
- 生産のための資材と設備が共に不足している

といった問題点が、関係者の証言とそこから導き出された結論としてまとめられた。

### 海軍管理下以降
1943年にはノックス海軍長官の依頼により、アメリカ最大の造船メーカー、カイザー造船の所有者である実業家のヘンリー・J・カイザーの主導によって経営と生産体制の見直しが行われ、同年5月17日には、ウェスティングハウス社の重役であり、ブルースター社の改善担当に任じられていた、フレデリック・リーベル(Frederick Riebel)が新たな社長に就任し、運営の全面的な刷新が図られた。
しかしF3Aを始めとした生産の遅延は続いており、物資の不足から工場は必要な資材と機材が揃わない状態のままとなっていた。これらの点の改善と、待遇改善のためのストライキを主導していた組合指導者のトム・デ・ロレンゾ(Tom De Lorenzo)を追放して労務管理の刷新も行われ、カイザーの主導による改革の結果、ブルースターは生産量を350％増加させ、従業員1人当たりの労働時間を約2.5分の一に短縮して支払給与を3分の1に圧縮できた、と報告された。こうした改善の結果、F3Aの最終的な生産数は1944年の末までに738機を達成している。

### 解散まで
数々の努力にもかかわらず、ブルースター社は海軍の要求に応えられる生産体制を構築して実働させることができず、またF3Aの生産コストは同様にF4Uの社外生産を行っているいずれの航空機メーカーよりも高かったため、海軍当局は1944年7月1日にはF3Aの生産契約、ひいてはブルースターへの以降の発注を打ち切った。これによりブルースター社は深刻な資金不足に陥ったが、アメリカ海軍・陸軍より、共にこれ以上の支援を行う意思がないことが伝えられた。これを受けて、軍需生産からの撤退と、航空部門を閉鎖し民間向けの金属加工製品の製造販売事業に転身することが計画されたが、同年10月には取締役会で社の閉鎖と清算が決定された。
以後は発注契約が残っている未生産機の生産のみが細々と続けられたが、1945年8月の第二次世界大戦の終結により工場も完全に閉鎖され、翌1946年、ブルースター・エアロノーティカルは4月5日をもって解散された。

## 評価
ブルースター・エアロノーティカルは小規模な航空機部品製造メーカーとして出発したにもかかわらず、大戦間期の航空機の急速な発展と世界情勢の変化による軍需航空の増大により、短期間に大手軍需企業に成長した。1932年の創立時には40人だった社員は、1943年には2万人を数えていた。 第2次世界大戦におけるアメリカ企業の軍事生産契約金額においてブルースターは第84位にランクされている 。
しかし、設計的には斬新な機体を生み出すことができたが、新興メーカーであったこともあって会社の絶対的な規模が小さく、制式採用されて大口受注を獲得しても生産体制がそれに応えられない上、オーダーメイドの自動車ボディやワンオフの試作機を高品質に仕上げることはできるものの、一定の品質を確保した量産品を安定して生産することができなかったため、量産機は設計通りの性能が出せないことが多く、近代戦に使用する兵器を製造する軍需企業としては問題があった。
この「軍に対し約束した生産数と品質を実現できない」問題は、ブルースター社の運営形態に原因があり、社内に専業の対外営業部門を持たないために営業と宣伝を外部に委託していたが、実務を請け負ったエージェントはブルースターの生産能力を過大に喧伝して海軍当局に売り込んでおり、実態とはかけ離れた数値を提示していたのである。また、技術者出身の創業社長であったワークは会社経営に関する実務に疎く、多くの労働者を擁する企業で労務管理を担った経験もないため、自社の運営状況を適切に把握して管理することができず、工員の技量を高い水準で保つことができなかったことに加え、待遇改善を求める各種の労働問題が発生することに対処できなかったことも、製造遅延を改善できない原因であった。
これらの問題に加え、ブルースター社の経営陣にも多大な問題があり、共同経営者の一人であり大口株主（出資者）である、アルフレッド・ミランダ(Alfred Miranda)およびイグナシオ・ミランダ(Ignacio Miranda)兄弟、そしてそのパートナーであるフェリクス・ゼルサー(Felix William Zelcer)の3人は、社外の販売エージェントと結託し、ブルースターが外部と取引をする際に複数のペーパーカンパニーを通じて取引が行われるように取り計らっており、不当な中抜き利益を手にしていた。営業活動の中核を担っていたミランダ兄弟は、ボリビアへの武器の不法輸出で逮捕され収監されたという経歴の持ち主で 、これらの大口株主兼エージェントたちは、平たく言えば“詐欺師”に類する人間であった。社長であるワークは前述の労務管理の他にも会社経営に関する知識が不足しており、資金調達や資産管理に関する経験もないため、経営に関する重要な部分をこうした問題のある人物に頼らざるを得なかったことは、会社の収益を実際より遥かに低いものとしており、運営費用と製造する航空機のコストを無意味に高騰させていた。

### アメリカ労働史におけるブルースター・エアロノーティカル
ブルースター・エアロノーティカルにおいて発生した生産の遅延と製造製品の不良度の高さ、労務管理の失敗、そして経営陣の腐敗といった各種の問題は、アメリカにおいて第2次世界大戦中に発生した生産現場の問題としては最大のものであり、アメリカの企業経営史および労働争議史において特筆すべき事例の一つとして引用される。また、これを海軍当局を始めとした政府の介入とカイザーの主導による改革で改善したことは、アメリカの企業改革の“成功した参考例”として言及される。

## 遺構
ニューヨーク州クイーンズの本社社屋及びクイーンズ工場は、同社の解散後しばらく放置された後、服飾製品製造会社の所有となり、1996年にはアメリカ最大の生命保険会社であるメトロポリタンライフ生命（メットライフ）が購入、大規模に修築・改装の上で社屋として使用した。2010年にはアメリカの格安航空会社大手のジェットブルー航空が本社所在地として入居している。建物はブルースター社の所有であった時代に比べて大きく改装されており、シンボルであった時計塔も1950年に取り壊されて現存しておらず、2012年からは屋上に“JetBlue”のロゴマークを象った看板が掲げられているが、往時の外観デザインは残されており、2017年現在も“Brewster Building”の名で現役の建造物である。
ペンシルベニア州ウォーミンスターのジョンズヴィル工場は1943年5月にアメリカ海軍に譲渡されて海軍航空隊の施設となり、1952年に「ウォーミンスター海軍航空開発センター(Naval Air Warfare Center Warminster)」と改名された。1990年代に入り航空開発センターの各施設は順次移転し、最後の施設が移転したのは1996年9月のことである。以後、基地跡は払い下げられて民間地となり、工業団地や住宅地、商業施設や学校、博物館の敷地となっており、滑走路区画は公園(Warminster Community Park)となっている。
工場棟とオフィス棟の建物は海軍施設としてより払い下げられた後に複数回改築が行われているものの、2017年現在でも大型ショッピングセンターとして現存しており、オフィス棟の正面玄関上には、過去には“BREWSTER”のロゴマークが残されていた。また、住宅地となった一角には“Brewster Drive”と名付けられた街路がある。

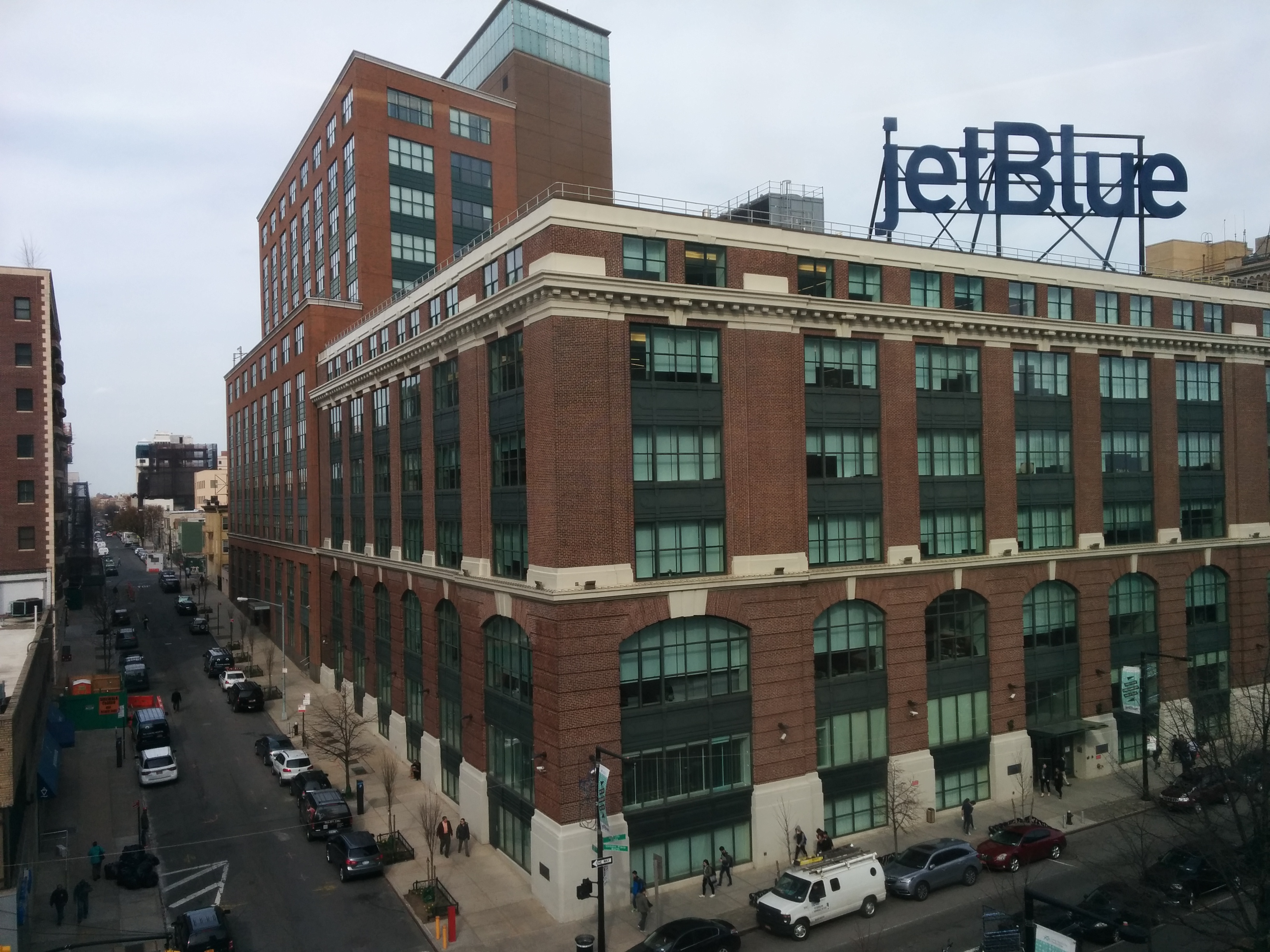
“JetBlue”のロゴマーク看板が掲げられたブルースタービルディング 2016年3月の撮影
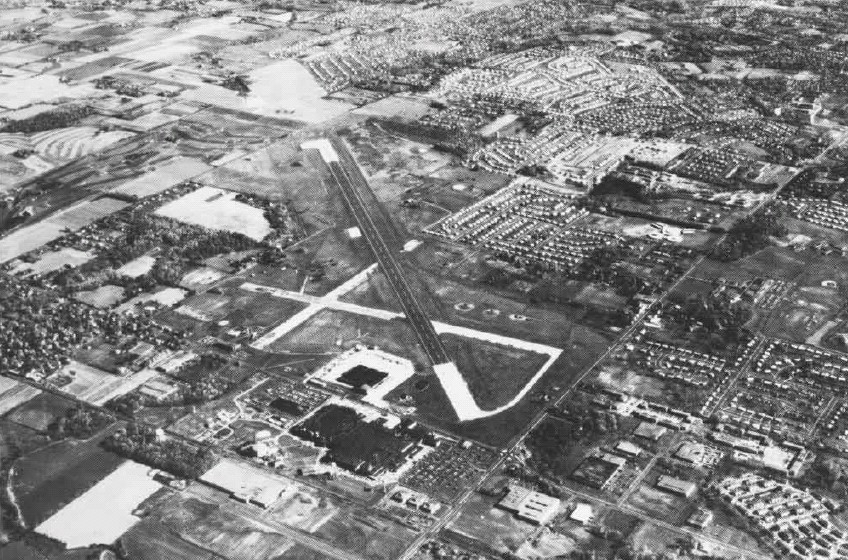
ウォーミンスター海軍航空開発センター 1973年10月の撮影 写真手前側（下側）の黒い屋根の大きな建物がかつての工場棟

## 製品
- SBA
- F2A バッファロー
- F3A コルセア
- SB2A バッカニア
- XA-32

なお、ブルースターの手がけた戦闘機はF2Aが初のものであるが、“ブルースターによる1番目の戦闘機”を意味する"FA"という制式番号は、1932年にジェネラル・アヴィエーション社製のXFA複葉戦闘機が製造されていた為、重複を避けるためにブルースター製航空機への制式番号としては使用されなかった。

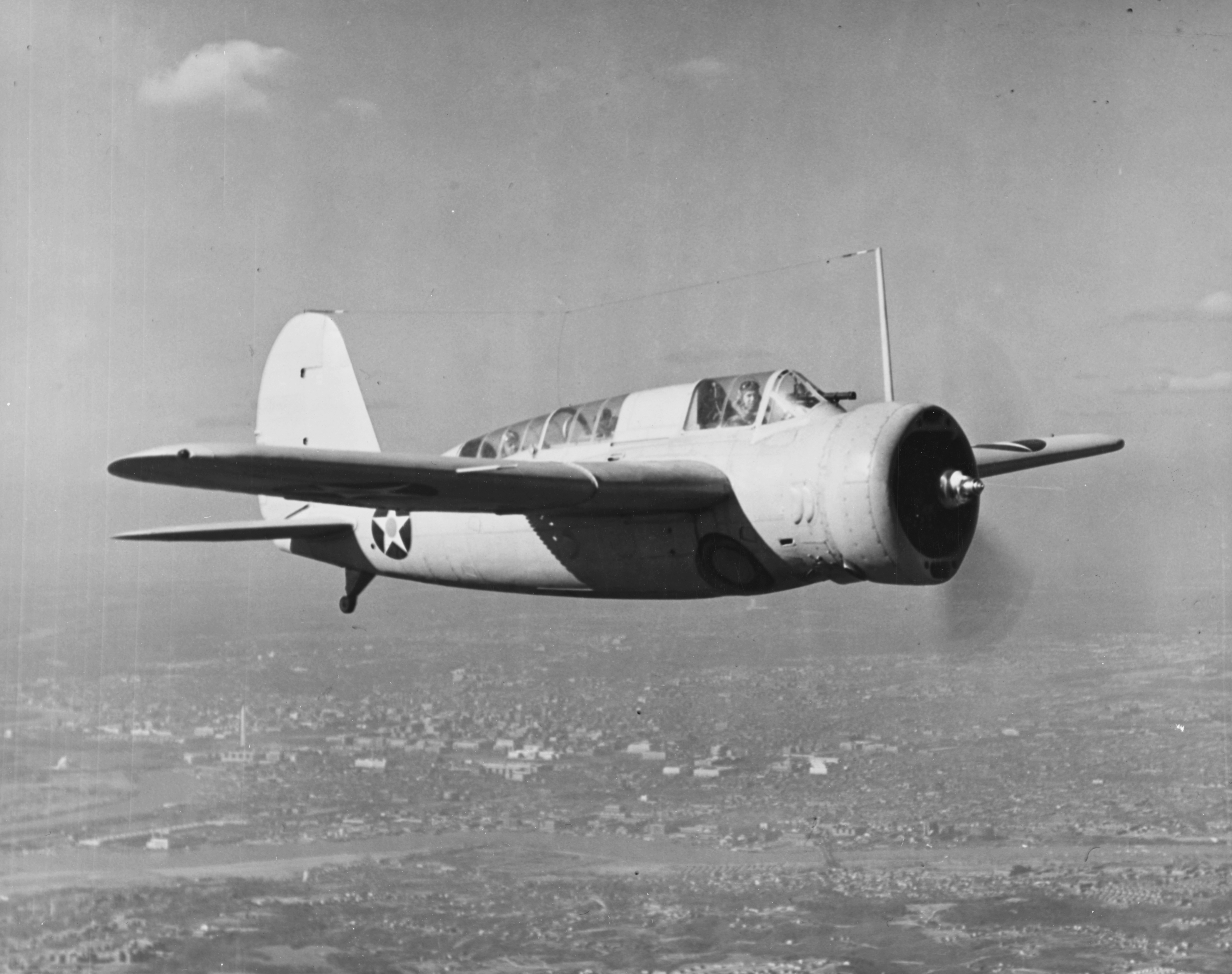
SBA-1(SBN-1) (1942年撮影)
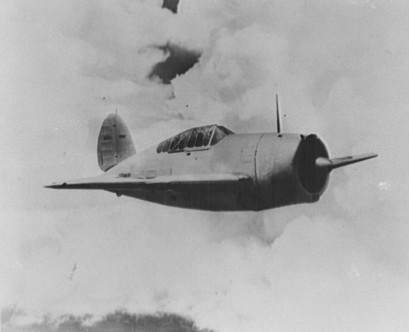
F2A-1 バッファロー(1940年撮影)
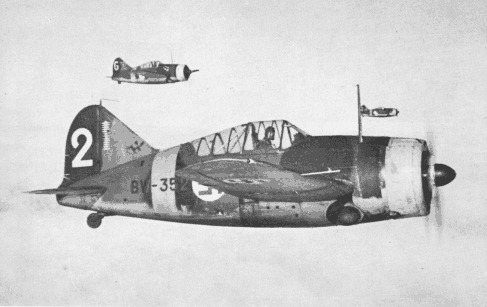
B-239(F2A-1) バッファロー(1941~44年撮影)
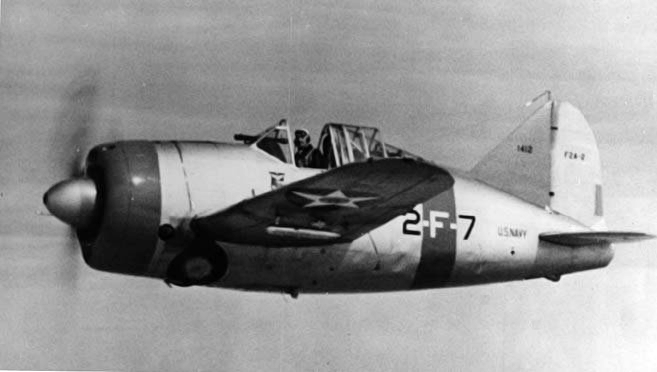
F2A-2 バッファロー(1940~41年撮影)
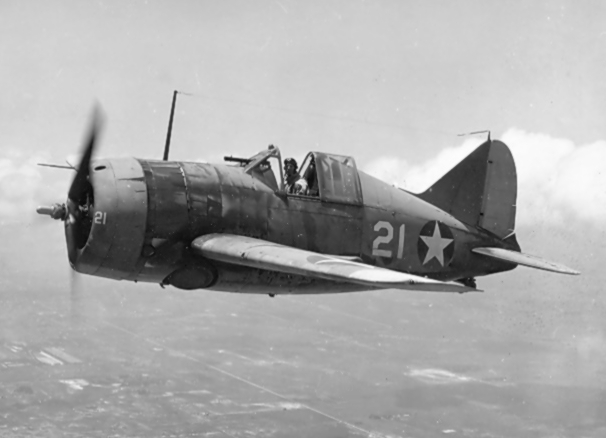
F2A-3 バッファロー(1942年撮影)
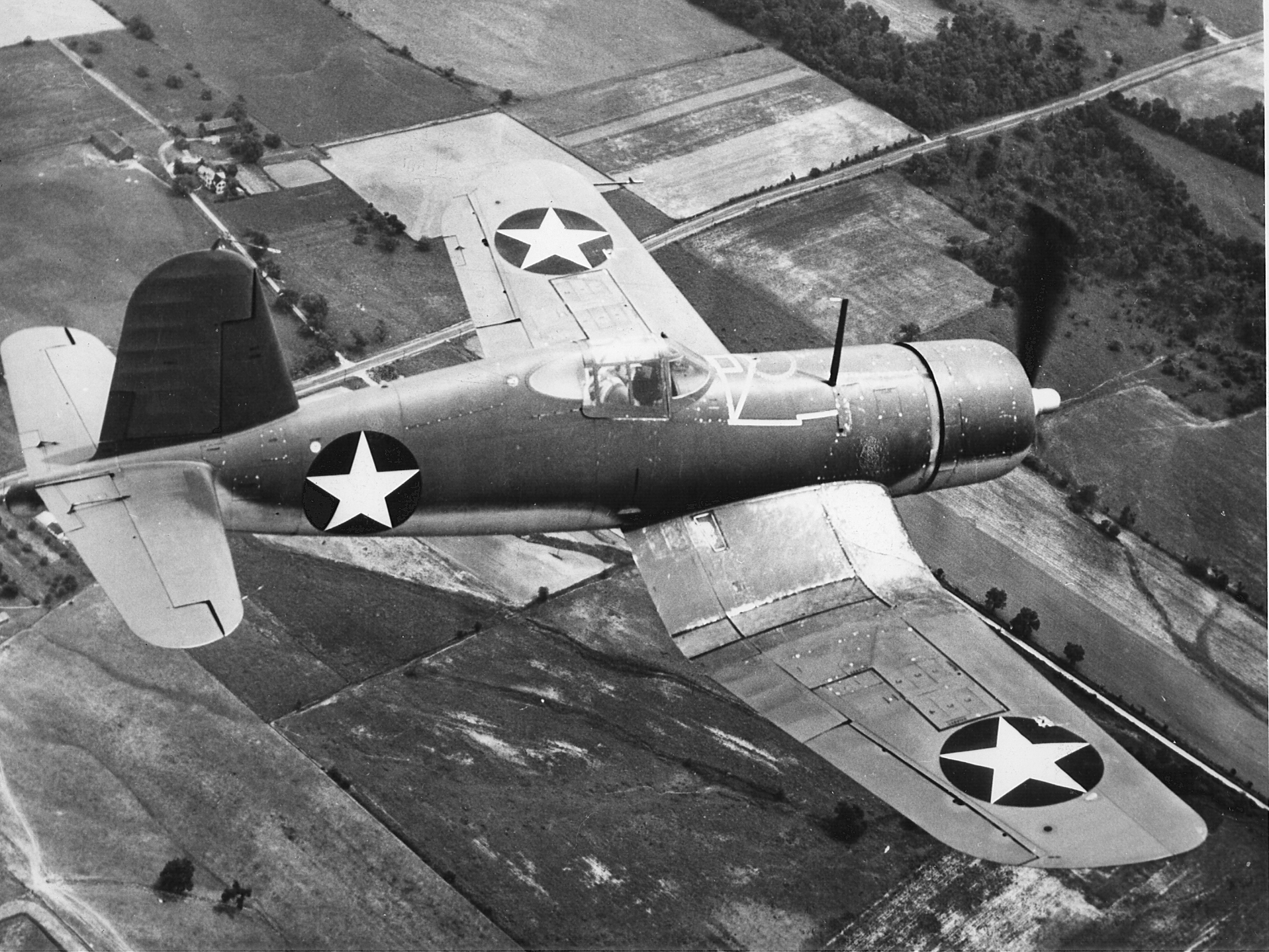
F3A-1(F4U-1) コルセア(1943年撮影)
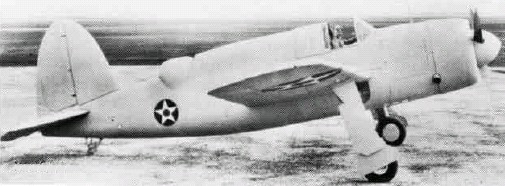
XSB2A-1 バッカニア(1941年撮影)
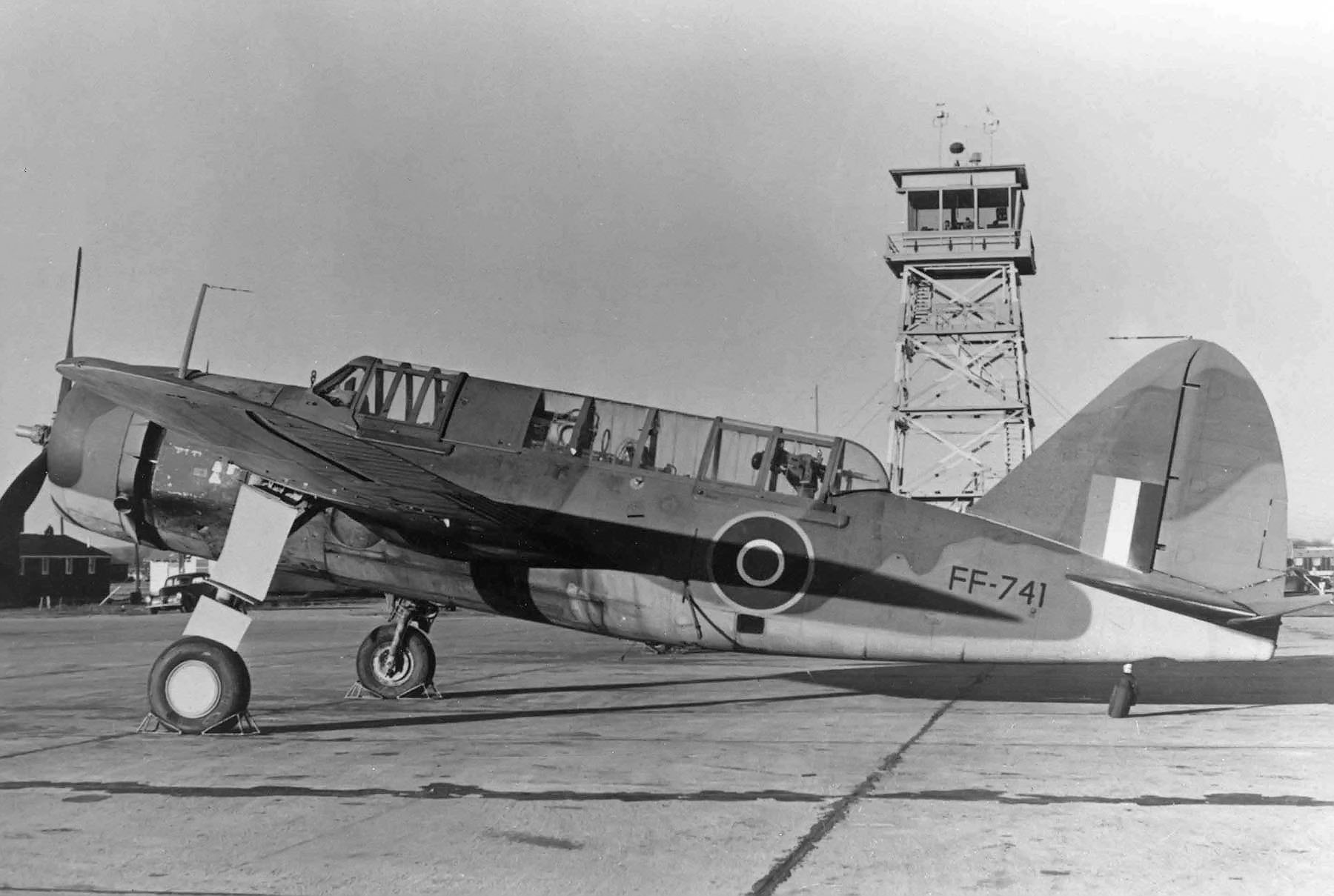
バーミューダ Mk.I(SB2A-1)
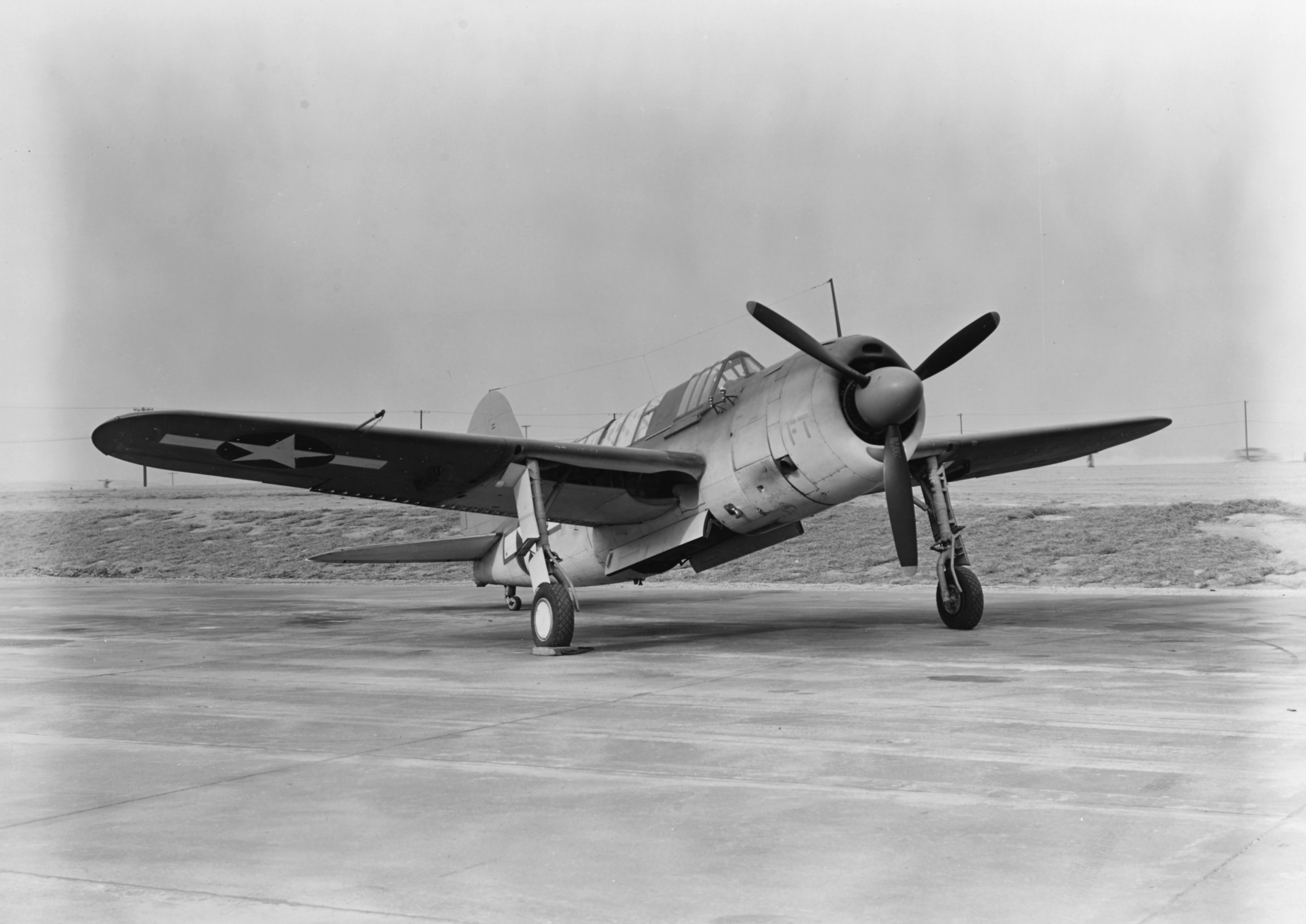
SB2A-3 バッカニア(1943年撮影)
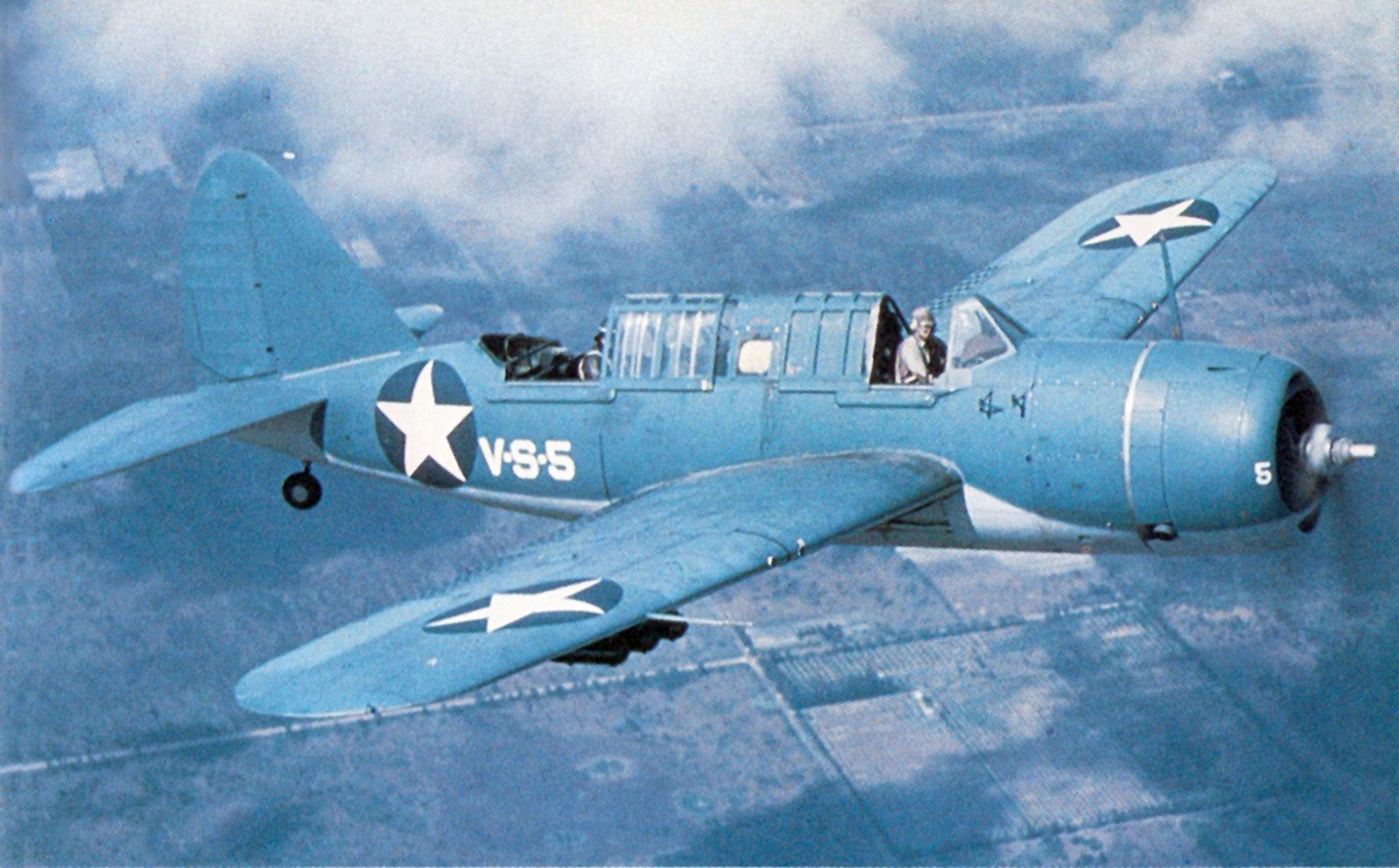
SB2A-4 バッカニア
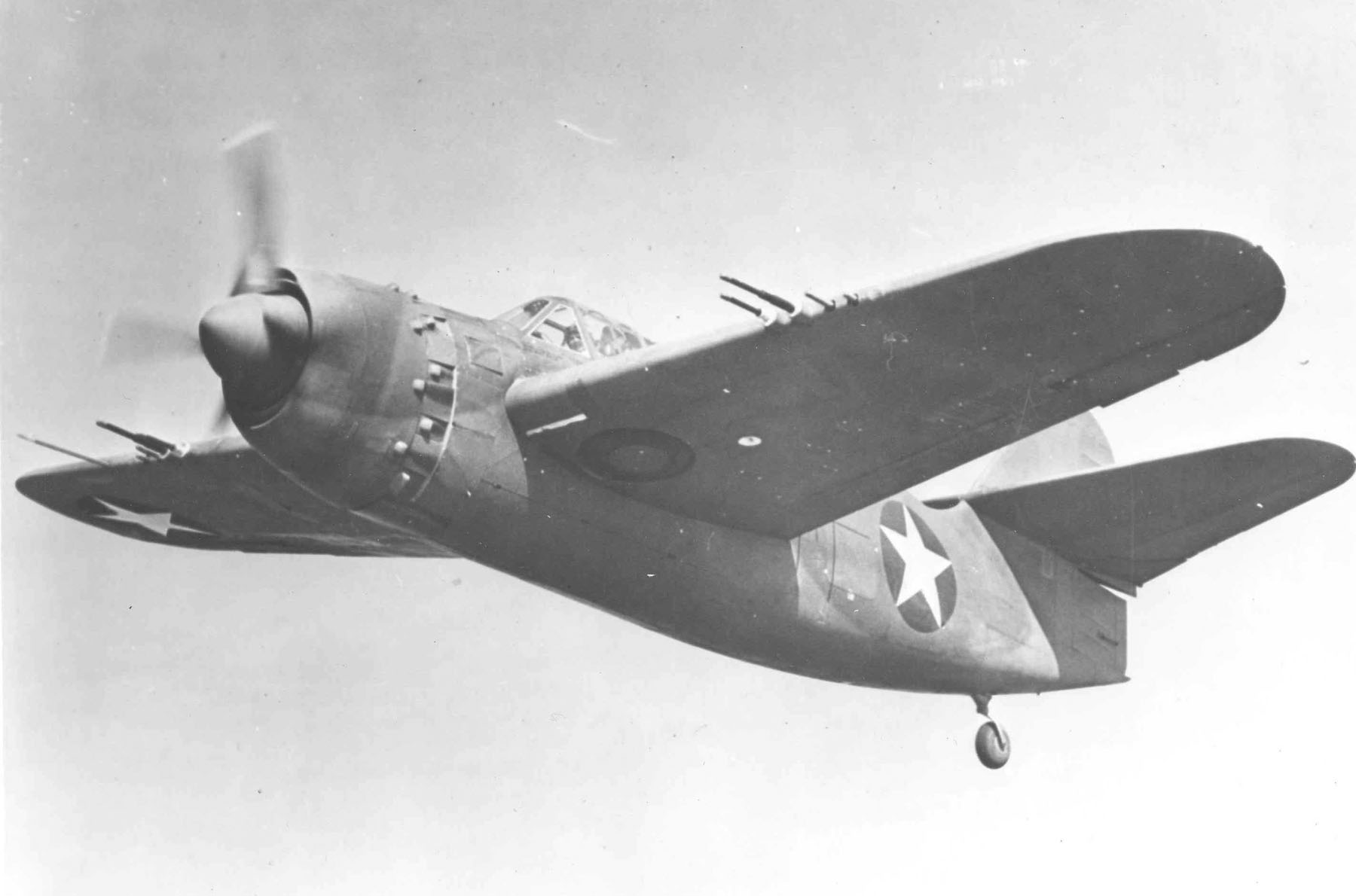
XA-32